# Nagar (ort i Indien, Himachal Pradesh)
Nagar är en ort i Indien.   Den ligger i distriktet Kulu och delstaten Himachal Pradesh, i den norra delen av landet, 400 km norr om huvudstaden New Delhi. Nagar ligger 1 693 meter över havet och antalet invånare är 2 000.
Terrängen runt Nagar är huvudsakligen mycket bergig. Nagar ligger nere i en dal. Runt Nagar är det ganska tätbefolkat, med 75 invånare per kvadratkilometer. Närmaste större samhälle är Manāli, 13,2 km norr om Nagar. I omgivningarna runt Nagar växer i huvudsak blandskog.